# ダン・ゴドフリー
サー・ダニエル・アイヤーズ・ゴドフリー（Sir Daniel Eyers Godfrey 1868年6月20日 - 1939年7月20日）は、イギリスの指揮者。父のダニエル・ゴドフリー（1831年-1903年）も含む音楽の名家の一員であった。息子はやはりダン・ゴドフリーという名前で同じく音楽家となり、1920年代にはBBCマンチェスターの局マネージャーを務めたほか、BBCワイヤレス・オーケストラで初となる常任指揮者（1924年-1926年）となった。

## 生涯
ロンドンで名高いイングランドの楽隊長の一家に生まれた。父はグレナディアガーズの楽隊長であり、エミール・ワルトトイフェルからワルツ『Les Grenadiers』作品207を献呈された人物であった。
1893年にボーンマス市立管弦楽団を創設し、1934年までの41年間にわたって同団を率いる指揮者職に留まった。彼はボーンマス・コーポレーションと30人の楽士からなる季節限定のバンドを指揮する契約を結んでいたが、同市に恒久的な交響楽団を設立するという野望を抱いていたのである。
ゴドフリーは1915年2月11日にヴォーン・ウィリアムズの『ロンドン交響曲』の再構成版を初演しており、さらに同曲の抜粋を1923年に、短縮版を1925年にアコースティック録音している。また、モーツァルトの交響曲第41番、ドヴォルザークの『スラヴ舞曲』、ドビュッシーの『小組曲』、グリーグの『十字軍の王シーグル』から「行進曲」を、ロンドン交響楽団とともに電気録音に残している。
ゴドフリーとボーンマス市立管弦楽団は1914年から1930年にかけてHMVに複数の蓄音機録音を制作した。主にエセル・スマイスが彼に代わり活発に運動を展開した結果として、「イギリス音楽への価値ある貢献」によって彼は1922年にナイトに叙されている。1939年にボーンマスで71年の生涯を終え、セント・ピーター教会に埋葬された。